# Réserve naturelle nationale de Mantet
La réserve naturelle nationale de Mantet (RNN72) est une réserve naturelle nationale des Pyrénées située en Occitanie. Classée en 1984, elle occupe une surface de 3 028,34 hectares sur la commune homonyme.

## Localisation
Le territoire de la réserve naturelle est dans le département des Pyrénées-Orientales, sur la commune de Mantet. D'une superficie de 3 028 ha,  soit 94 % du territoire de la commune, il comprend trois vallées grossièrement parallèles orientées du sud au nord, dans la partie la plus orientale des Pyrénées. Il est limitrophe de 3 autres réserves naturelles : celles de Nyer, de Py et de Prats-de-Mollo-la-Preste.
La réserve naturelle de Mantet a une altitude allant de 1 400 m à 2 700 m (au pic de la Dona). On peut retrouver des forêts au nord, alors qu'au sud c'est plutôt des milieux plus ouverts où se développe la lande à Cytisus oromediterraneus ou genêt purgatif.
La réserve naturelle se situe sur les bassins versants de la haute vallée du Mantet et de ses deux affluents principaux : l'Alemany et Caret. Elles sont localisées entre les massifs du Tres Estelles (Nord-Est), du Canigó (Est), du Costabona (Sud) et de la Carançà (Ouest).

## Histoire du site et de la réserve
La réserve naturelle de Mantet a été le 17 septembre 1984 par le décret ministériel n°84-847. Elle se situe à l'Est de la chaîne des Pyrénées sur le territoire de la commune de Mantet. 

## Écologie (biodiversité, intérêt écopaysager…)
Dans la réserve naturelle de Mantet, il existe une diversité animale et végétales importante.
Afin de préserver la réserve naturelle, il est interdit de jeter des déchets sur le sol, de cueillir des fleurs, de récolter des insectes, minéraux ou fossiles, ou bien faire du camping. Il est également interdit de faire du feu, de circuler avec un véhicule motorisé.

Les chiens ne sont pas autorisés dans cette réserve naturelle.

### Flore
La réserve naturelle de Mantet possède une grande diversité d'espèces végétales. La majorité de ces espèces correspond aux des zones de montagnes avec des zones arides (escarpement rocheux, éboulis) et des zones humides (tourbières).

Ce qui domine la réserve naturelle est le Pinus uncinata ou le pin à crochets. On le retrouve tant à proximité du village qu’en limite des crêtes, où il peut atteindre 2 400 m de hauteur. Dans la partie inférieure de la réserve, il y a beaucoup de Bouleau, mais dans les zones les plus humides, ils sont souvent remplacés par le Sapin. On retrouve également la présence du Hêtre commun, du Tremble, du Noisetier, du Pin sylvestre, du Frêne et d'autres espèces de Saule vers les cours d'eau. Dans les prairies et pelouses en fonction de l’altitude et de l'exposition, nous retrouvons de nombreuses graminées. (à gispet, à nard, à fétuque paniculée ou couchée).

### Faune
Dans la réserve naturelle de Mantet, on retrouve plus de 140 espèces au total : 78 espèces d’oiseau comme l’aigle royal, 32 espèces de mammifères comme l’hermine et quelques insectes.
En empruntant le camí ramader (chemin de la transhumance), on peut rencontrer des troupeaux de vaches, de brebis et de chevaux. A une certaine altitude, c’est le royaume des Isard, du Gypaète barbu et des Vautour fauve.
A la fin de l’été, on peut croiser de la microfaune comme l’éphippigère du Vallespir et la sauterelle endémique. Le Lagopède, le Grand Tétras, le Desman des Pyrénées ou encore le Felis silvestris sont des espèces qui ont un milieu de vie tranquille. Il sera donc impossible de les apercevoir mais on peut trouver leurs traces.

## Intérêt touristique et pédagogique
La période estivale attire de nombreux visiteurs sur le site de la réserve naturelle de Mantet, il est donc important de fournir au public un maximum d'informations pour qu'ils puissent profiter pleinement de l'ensemble de la réserve. 

### La Maison de la Nature
La Maison de la Nature représente la vitrine du parc naturel et se doit de maintenir un accueil quotidien. Elle possède plusieurs rôles: Office de tourisme, pole de présentation du patrimoine culturel et naturel et bureau pour les agents, stagiaires et services civiques travaillant sur la réserve. 
La maison de la nature est ouverte au public tous les jours de 10h00 à 13h00 et de 15h00 à 19h00 afin de renseigner au mieux les visiteurs venant découvrir la réserve. 
On y trouve également la vente de plusieurs produits comme des guides, des cartes postales, des livres sur la biodiversité ... qui permettent d'approfondir l’expérience au sein de la réserve. 

### Type de visiteurs
Le type de touriste est très varié: randonneurs, promeneurs, curistes ou encore naturalistes. 

### Activités
Les agents du territoire ouvrent un certain nombre d'activités sur le site : 
- Ateliers de découvertes
- Randonnées photos
- Camp ado
- Concours photo
- Sentier d’interprétation

De plus, les visiteurs peuvent contempler les étoiles depuis la réserve, celle ci étant labellisée "villes et villages étoilés de France". 

### Randonnées
- Les gorges de Caranca jusqu'au refuge :
  - Distance : 20km
  - Dénivelé : 1300 m
- Pic du Castabonne 
  - Distance : 18 km
  - Dénivelé 1046m
- Les Conques 
  - Distance : 8km
  - Dénivelé :650m
- Sentier d'interprétation :  la forêt de montagne 
  - Distance : 2.7km
  - Dénivelé :130m
- Sentier d'interpretation: Sur le chemin de l'Estive du MITG 
  - Distance : 5.8km
  - Dénivelé :171m
- Le village abandonné 
  - Distance : 4.7km
  - Dénivelé :280m
- Le pic de Tres Estelles 
  - Distance : 7.6km
  - Dénivelé :426m
- Les gorges de la Caranca jusqu'au Pont de Pierre 
  - Distance : 8km
  - Dénivelé :500m
- Circuit de Bailloubere 
  - Distance : 17km
  - Dénivelé :750m
- Découverte de la réserve naturelle de Mantet
  - Distance : 8.7km
  - Dénivelé :615m

## Administration, plan de gestion, règlement
La réserve naturelle de Mantet a toujours été gérée uniquement par la commune entre 1984 et 2005, cependant, depuis 2006, la gestion de la réserve est confiée à la Fédération des RN Catalanes, dont la commune est membre depuis 1991. La gestion est actuellement régie par la convention de gestion 2010-2012 signée le 24 septembre 2010, elle a été contractée entre l’État, les « gestionnaires locaux » des réserves naturelles nationales de Mantet, de Pyn de Prats, de Mollo, de Jujols, de Nohèdes, de Conat, de la Vallée d'Eyne, du Mas Larrieu, de la forêt de la Massane et l'association "Fédération des réserves naturelles catalanes". 

### Outils et statut juridique
La réserve naturelle a été créée par un décret du 17 septembre 1984. Son statut juridique est RNN, réserve naturelle nationale. 